# معاداة الإيطالية
معاداة الإيطالية أو رهاب الإيطالية هو موقف سلبي تجاه الإيطاليين أو الأشخاص ذوي الأصول الإيطالية، وغالبًا ما يُعبر عنه باستخدام التحيز أو التمييز أو الصور النمطية. وعادة ما ينبع هذا العداء من رهاب الأجانب، ومعاداة الكاثوليكية، وقضايا الأمن الوظيفي، وقد تجلى بدرجات متفاوتة في عدد من البلدان التي هاجر إليها الإيطاليون بأعداد كبيرة في أواخر القرن التاسع عشر وأوائل القرن العشرين، وبعد الحرب العالمية الثانية. ونقيضه هو إيطالوفيليا، وهو الإعجاب بإيطاليا وشعبها وثقافتها.

## في الولايات المتحدة
نشأت معاداة الإيطالية بين بعض الأمريكيين نتيجة للهجرة الواسعة النطاق للإيطاليين إلى الولايات المتحدة خلال أواخر القرن التاسع عشر وأوائل القرن العشرين. ووصلت غالبية المهاجرين الإيطاليين إلى الولايات المتحدة على دفعات في أوائل القرن العشرين، وكان العديد منهم من أصول زراعية. وكان جميع المهاجرين الإيطاليين تقريبًا من الكاثوليك، على عكس الأغلبية البروتستانتية في البلاد. ولأن المهاجرين كانوا يفتقرون في كثير من الأحيان إلى التعليم الرسمي ويتنافسون مع المهاجرين السابقين على الوظائف والسكن الأقل أجرًا، فقد نشأ عداء كبير تجاههم.
ردًا على الهجرة الكبيرة من جنوب أوروبا وشرق أوروبا، أقرّ الكونغرس الأمريكي تشريعات (قانون الحصص الطارئة لسنة 1921 وقانون الهجرة لسنة 1924) بهدف تقييد الهجرة من تلك المناطق، لكنها وضعت قيودًا أقل نسبيًا على الهجرة من دول شمال أوروبا.
ارتبط التحيز ضد الإيطاليين أحيانًا بالتقاليد المعادية للكاثوليكية التي كانت موجودة في الولايات المتحدة، والتي ورثت نتيجة للمنافسة والحروب الأوروبية البروتستانتية/الكاثوليكية، التي دارت بين البروتستانت والكاثوليك على مدى القرون الثلاثة السابقة. وعندما تأسست الولايات المتحدة، ورثت العداء المناهض للكاثوليكية والبابوية من مستوطنيها البروتستانت الأصليين. وبلغت المشاعر المعادية للكاثوليك في الولايات المتحدة ذروتها في القرن التاسع عشر، عندما شعر السكان البروتستانت بالقلق من العدد الكبير من الكاثوليك الذين كانوا يهاجرون إلى الولايات المتحدة من أيرلندا وألمانيا. وحققت الحركة الأهلانية المعادية للكاثوليك الناتجة شهرة في أربعينيات وخمسينيات القرن التاسع عشر. وتلاشت إلى حد كبير قبل وصول الإيطاليين بأعداد كبيرة بعد عام 1880. لم يحضر المهاجرون الإيطاليون معهم عمومًا الكهنة وغيرهم من الشخصيات الدينية التي يمكن أن تساعد في تسهيل انتقالهم إلى الحياة الأمريكية، على عكس بعض الجماعات المهاجرة الكاثوليكية الأخرى. ولمعالجة هذا الوضع، أرسل البابا لاون الثالث عشر مجموعة من الكهنة والراهبات والإخوة من رهبنة القديس تشارلز بوروميو وغيرها من الرهبانيات (من بينهم الأخت فرانسيس كابريني)، الذين ساعدوا في إنشاء مئات الأبرشيات لتلبية احتياجات المجتمعات الإيطالية، مثل كنيسة سيدة بومبي في مدينة نيويورك.
جلب بعض المهاجرين الإيطاليين في أوائل القرن العشرين معهم توجهًا سياسيًا نحو اللاسلطوية. وكان هذا رد فعل على الظروف الاقتصادية والسياسية التي مروا بها في إيطاليا. كان رجال مثل أرتورو جيوفانيتي وكارلو تريسكا وجو إيتور في طليعة تنظيم الإيطاليين وغيرهم من العمال المهاجرين للمطالبة بظروف عمل أفضل وساعات عمل أقصر في قطاعات التعدين والنسيج والملابس والبناء وغيرها. وغالبًا ما أدت هذه الجهود إلى إضرابات، والتي تحولت أحيانًا إلى أعمال عنف بين المضربين ومن يحاولون كسر الإضراب. وكان الإيطاليون في كثير من الأحيان من كاسري الإضرابات. وكانت حركة اللاسلطوية في الولايات المتحدة آنذاك مسؤولة عن تفجيرات في المدن الكبرى، وهجمات على مسؤولين ومسؤولي إنفاذ القانون. ونتيجة لارتباط البعض بحركات العمال واللاسلطوية، وُصف الأمريكيون الإيطاليون بأنهم «محرضون للحركة العمالية» ومتطرفون من قبل العديد من أصحاب الأعمال والطبقة العليا في ذلك الوقت، مما أدى إلى مزيد من المشاعر المعادية للإيطاليين.
عملت الغالبية العظمى من المهاجرين الإيطاليين بجد وعاشوا حياة كريمة، كما وثقت إحصاءات الشرطة في أوائل القرن العشرين في بوسطن ونيويورك. ولم يكن معدل اعتقال المهاجرين الإيطاليين أعلى من معدلات اعتقال المجموعات المهاجرة الرئيسية الأخرى. وفي عام ١٩٦٣، لاحظ جيمس دبليو فاندر زاندر أن معدل الإدانات الجنائية بين المهاجرين الإيطاليين كان أقل من معدل العرق الأمريكي الأبيض.
استخدم المجرمون في بعض مجتمعات المهاجرين الإيطاليين في المدن الشرقية الكبرى الابتزاز والترهيب والتهديدات لانتزاع أموال الحماية من المهاجرين الأثرياء وأصحاب المتاجر (وعرفوا باسم عصابة «اليد السوداء»)، كما تورطوا في أنشطة غير قانونية أخرى. عندما وصل الفاشيون إلى السلطة في إيطاليا، جعلوا من تدمير المافيا في صقلية أولوية قصوى. هرب المئات إلى الولايات المتحدة في عشرينيات وثلاثينيات القرن العشرين لتجنب الملاحقة القضائية.
وعندما سنت الولايات المتحدة قانون حظر الكحوليات عام ١٩٢٠، أثبتت القيود أنها عائد اقتصادي غير متوقع على أفراد الجالية الإيطالية الأمريكية المتورطين بالفعل في أنشطة غير قانونية، وكذلك على أولئك الذين فروا من صقلية. فقد هرّبوا الخمور إلى البلاد، وباعوها بالجملة عبر شبكة من المنافذ والحانات السرية. بينما كان أعضاء الجماعات العرقية الأخرى متورطين بشدة في أنشطة التهريب غير القانونية هذه، وما يرتبط بها من عنف بين الجماعات، كان الأمريكيون الإيطاليون من بين أكثرهم شهرة. ولهذا السبب، ارتبط الإيطاليون بنموذج العصابات في أذهان الكثيرين، مما كان له تأثير طويل الأمد على صورة الأمريكيين الإيطاليين.
اختلفت تجارب المهاجرين الإيطاليين في دول أمريكا الشمالية بشكل ملحوظ عن تجاربهم في دول أمريكا الجنوبية، حيث هاجر الكثير منهم بأعداد كبيرة. كان الإيطاليون عنصرًا أساسيًا في الدول النامية مثل الأرجنتين والبرازيل وتشيلي وأوروغواي وفنزويلا. وسرعان ما انضموا إلى الطبقتين الوسطى والعليا في تلك البلدان. وفي الولايات المتحدة واجه الأمريكيون الإيطاليون في البداية ثقافة شمال أوروبا ذات الأغلبية البروتستانتية الراسخة. ولفترة من الوقت، كان يُنظر إليهم بشكل رئيسي على أنهم عمال بناء وصناعات، وطهاة، وسباكون، أو غيرهم من عمال الياقات الزرقاء. ومثل الأيرلنديين من قبلهم، التحق الكثير منهم بأقسام الشرطة والإطفاء في المدن الكبرى.

## العنف ضد الإيطاليين
بعد الحرب الأهلية الأمريكية، وخلال فترة نقص العمالة التي نتجت عن تحول الجنوب إلى العمل الحر، لجأ المزارعون في الولايات الجنوبية إلى تجنيد الإيطاليين للقدوم إلى الولايات المتحدة والعمل، لا سيما كعمال زراعيين. وسرعان ما وجد الكثيرون أنفسهم ضحايا للتمييز والاستغلال الاقتصادي، بل وتعرضوا للعنف أحيانًا. وانتشرت الصور النمطية المعادية للإيطاليين خلال هذه الفترة كوسيلة لتبرير إساءة معاملة المهاجرين. وكانت محنة العمال الزراعيين المهاجرين الإيطاليين في ولاية ميسيسيبي بالغة الخطورة لدرجة أن السفارة الإيطالية انخرطت في التحقيق في إساءة معاملتهم في قضايا دُرست بتهمة عمالة السخرة. وورثت موجات لاحقة من المهاجرين الإيطاليين نفس هذه الأشكال الخبيثة من التمييز والصورة النمطية التي كانت قد ترسخت بحلول ذلك الوقت في الوعي الأمريكي. في تسعينيات القرن التاسع عشر، أُعدم أكثر من 20 إيطاليًا شنقًا دون محاكمة في الولايات المتحدة.
كانت أكبر عملية إعدام جماعي خارج نطاق القانون في التاريخ الأمريكي هي إعدام أحد عشر إيطاليًا في نيو أورلينز، لويزيانا، عام ١٨٩١. كانت المدينة وجهةً للعديد من المهاجرين الإيطاليين. أُلقي القبض على تسعة عشر إيطاليًا يُعتقد أنهم اغتالوا قائد الشرطة دايفيد هينيسي، واحتُجزوا في سجن باريش. حوكم تسعة منهم، وأُطلق سراح ستة منهم وأُعيدت محاكمتهم. في اليوم التالي، اقتحم حشد السجن وقتل أحد عشر رجلًا، لم يُدن أي منهم، وبعضهم لم يُحاكم. بعد ذلك، اعتقلت الشرطة مئات المهاجرين الإيطاليين، بذريعة زائفة أنهم جميعًا مجرمون. قال ثيودور روزفلت، الذي لم يكن رئيسًا بعد، مقولته الشهيرة إن الإعدام دون محاكمة كان «أمرًا جيدًا». ساعد جون م. باركر في تنظيم عملية الإعدام دون محاكمة، وفي عام ١٩١١ انتُخب حاكمًا لولاية لويزيانا. ووصف الإيطاليين بأنهم «أسوأ قليلًا من الزنوج، بل وأكثر قذارة في عاداتهم، وخارجون عن القانون، وغادرون».